# Agada
Agadá (aramaică אגדה: basme, folclor) este o culegere de texte omiletice și care nu țin de dreptul mozaic și care apar în literatura rabinică clasică, mai ales în Talmud și Midraș. În general, Agadá cuprinde povestiri anecdotice, aforisme didactice, sfaturi medicale sau de afaceri, și relatări de situații și legende, unele referitoare la istoria evreilor în antichitate. 

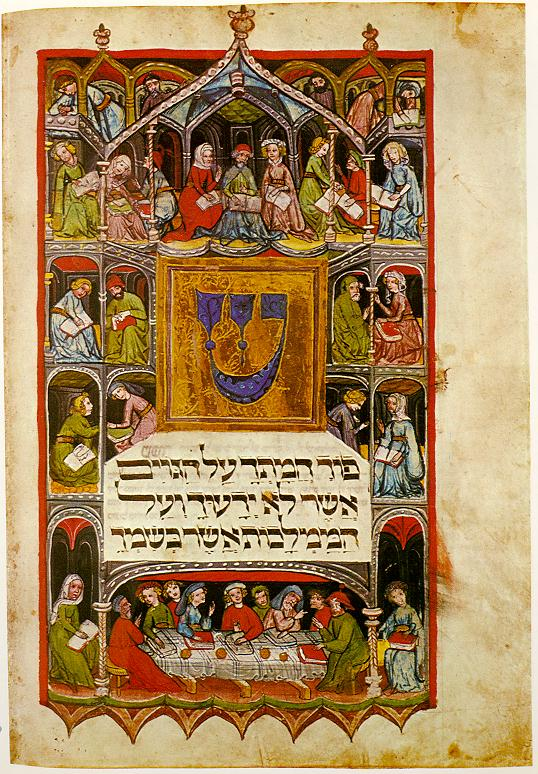
Agada pentru Paște (Pesah) sec. al XIV-lea.

Agadá este o parte componentă a "Legii" ebraice orale - (Tora orală). În literatura rabinică prevalează opinia că Agadá servește ca un mediu de transmitere al învățăturii 
fundamentale iudaice. În gîndirea rabinică ea este acceptată ca un text alegoric, care are un sens ascuns cifrat. În general în cazul cînd o interpretare ad literam a textului biblic contrazice sensului comun, rabinii caută o explicație alegorică în Agada.
Rabinul Moshe Chaim Luzzatto (1707 - 1746), renumit cabalist din secolul al 18-lea, a fost de părere ca în textele din Agadá există o fuziune între sensurile literale și cele alegorice ale conceptelor. După el, Legea Orală este compusă din două elemente: componenta legală (חלק המצוות), care analizează poruncile și halahá sau modul de îndeplinire a acestora); și elementul secret(חלק הסודות). Agadá, ca și Kabbala aparțin acestei de-a doua componente. Literatura rabinică de până atunci a evitat să explice învățătura tainică din Agadá într-un mod evident și clar cum a făcut în cazul Mișnei, prezentând-o numai ca paradoxuri și parabole.